# Burnupia
Burnupia é um género de gastrópode  da família Ancylidae.
Este género contém as seguintes espécies:
- Burnupia alta Pilsbry & Bequaert, 1927
- Burnupia brunnea Walker, 1924
- Burnupia caffra (Krauss, 1848)
- Burnupia capensis (Walker, 1912)
- Burnupia crassistriata (Preston, 1911)
- Burnupia edwardiana Pilsbry & Bequaert, 1927
- Burnupia farquhari (Walker, 1912)
- Burnupia gordonensis (Melvill & Ponsonby, 1903)
- Burnupia kempi (Preston, 1912)
- Burnupia kimiloloensis Pilsbry & Bequaert, 1927
- Burnupia mooiensis (Walker, 1912)
- Burnupia nana (Walker, 1912)
- Burnupia obtusata Walker, 1926
- Burnupia ponsonbyi Walker, 1924
- Burnupia stenochorias (Melvill & Ponsby, 1903)
- Burnupia stuhlmanni (von Martens, 1897)
- Burnupia transvaalensis (Craven, 1880)
- Burnupia trapezoidea (Boettger, 1910)
- Burnupia verreauxi (Bourguignat, 1853)
- Burnupia vulcanus Walker, 1924
- Burnupia walkeri Pilsbry & Bequaert, 1927